# Льюис, Эдмония
Мэри Эдмония Льюис (англ. Mary Edmonia Lewis; (4 июля 1845, Олбани, штат Нью-Йорк — 17 сентября 1907) — американская женщина-скульптор афро-индейского происхождения.

## Биография

### Молодость, образование
Родилась в городе Олбани, штат Нью-Йорк. Отец — гаитянин африканского происхождения, мать — из индейского племени чиппева. Оба родителя умерли, когда она была ребёнком, в момент их смерти её точный возраст не был известен. Эдмония вместе со старшим братом жили в семье родственников матери в Ниагара-Фолс. Через три года брат предложил ей отказаться от работы на дому и поступить в школу.
Училась в подготовительном Оберлин-колледже в Огайо — одном из первых учебных заведений США, куда принимали женщин различных рас. Именно там Эдмония заинтересовалась скульптурой и начала свою карьеру в искусстве.

### Инцидент в Оберлин-колледже
Во время зимнего семестра 1862 году, всего через несколько недель после начала Гражданской войны в США, Эдмония отправилась кататься на санях с двумя подругами по колледжу, Марией Майлз и Кристиной Эннес. Затем она пригласила их домой на выпивку. Вскоре после этого Майлз и Эннес серьёзно заболели. Врачи пришли к выводу, что к ним в организм попал какой-то яд, и даже не были уверены в том, что они выживут. Через несколько дней подруги пошли на поправку, поэтому власти не стали предпринимать никаких мер.
Тем не менее, разозлённые горожане подстерегли Эдмонию Льюис ночью и серьёзно её избили. Ответственных за избиение не нашли. Нападение вызвало общественный резонанс, и полиция арестовала Льюис по обвинению в отравлении подруг. От имени колледжа на процессе её защищал выпускник колледжа, единственный юрист-афроамериканец в Оберлине, Джон Мерсер Лэнгстон. Хотя большинство свидетелей дали показания против Льюис, а сама Льюис отказалась от показаний, Лэнгстону удалось убедить суд в её невиновности.

### Скульптор
По окончании колледжа Льюис переехала в Бостон, где продолжала заниматься скульпторской деятельностью. Она обучалась у известного скульптора Эдмунда Брэкетта. Работая у Брэкетта, Льюис познакомилась с полковником Робертом Гулдом Шоу, героем Гражданской войны в США, и создала его скульптуру.
Для продолжения обучения и практики она в 1865 году переехала в Рим. В Риме Льюис специализировалась в изготовлении бюстов, открыла собственную мастерскую и получила известность: в Италии её экзотическая внешность вызывала прямо противоположную реакцию, чем та, с которой она сталкивалась в США. Благодаря обучению в Риме она развила свою технику в стиле неоклассицизма. Например, она изображала героев своих скульптур не в современной одежде, а в древних тогах или драпировке.
Через некоторое время она вернулась в США, где продолжила скульпторскую работу. Её произведения продавались за большие деньги. В 1873 году в газете New Orleans Picayune появилась статья с утверждением, что «Эдмония Льюис незаконно присвоила 50000 долларов, полученных в задаток за будущую работу». Её возросшая популярность превратила её студию в популярное место для посещений туристов. Среди тех, чьи бюсты она создала в тот период, были поэт Генри Лонгфелло, аболиционист Джон Браун, политик Чарльз Самнер, президент Авраам Линкольн, писатель Уэнделл Филлипс. Созданная ею скульптура Лонгфелло была помещена в библиотеке Гарвардского университета.
Кроме бюстов, Льюис создала ряд известных фигур-скульптур, в том числе «Агарь в пустыне» (1866), «Гайавата» (1865), «Брак Гайаваты» (1865), «Отъезд Гайаваты» (1867), «Мадонна с младенцем» (1867), «Смерть Клеопатры» (1867).
Её скульптура «Вечно свободные» (англ. Forever Free) — одна из известнейших работ в американской скульптуре. Она изображает пару афроамериканцев, разрывающих цепи.
Льюис участвовала в нескольких выставках, создавших ей известность — в Чикаго (1870), в Риме (1871), Филадельфии (1876) — на последней премию, наряду с ней, получил ещё один афроамериканец, Ричард Баннистер.
В конце 1880-х годов жанр неоклассицизма стал понемногу терять популярность, и вместе с тем стала терять популярность и сама Льюис. Последние годы жизни плохо изучены, спорным является даже год её смерти (чаще всего предполагалось, что она умерла в 1890 году). Недавние исследования показали, что она до самой своей смерти жила в Лондоне и скончалась в 1907 году. Льюис никогда не выходила замуж и, насколько известно, детей не имела.

## Список произведений
- Гайавата (Hiawatha), 1868
- Бюст Авраама Линкольна (Bust of Abraham Lincoln), 1870
- Пробуждённый (Awake), 1872
- Агарь (Hagar), 1875
- Вечно свободные (Forever Free), 1867
- Полковник Роберт Гулд Шоу (Colonel Robert Gould Shaw), 1864
- Миннехаха (Minnehaha), 1868
- Генри Уордсворт Лонгфелло (Henry Wordsworth Longfellow), 1868
- Старый изготовитель стрел и его дочь (The Old Arrow-Maker and His Daughter), 1866
- Смерть Клеопатры (Death of Cleopatra), 1876
- Невеста Весны с вуалью (Veiled Bride of Spring), 1878